# Aldetrudis de Maubeuge
Aldetrudis de Mauveuge (†696) és una santa catòlica i des del 684 va ser abadessa de l'abadia de Maubeuge, al comtat d'Hainault (Nord, Alts de França).
Va ser un dels quatre fills de sant Vicenç de Soignies i de santa Valdetrudis; i els seus germans van ser sant Landeric, un bisbe de París, sant Dentelí, qui va morir molt jove, i santa Madelberta, qui també va ser abadessa de Maubeuge.
S'hauria casat amb Valdebert VI de Lommois, (el seu oncle matern), i seria la mare de Valdebert VII de Lomois.
En quedar vídua, entrà a l'abadia de Mauberge, on la seva tia Aldegunda n'era l'abadessa; Aldetrudis la succeí, càrrec que vamantenir fins a la seva mort. La seva germana Madelbertava ser la tercera abadessa.
Va morir el 25 ó el 27 de febrer. L'any exacte és desconegut, tot i que algunes fonts indiquen que va ser cap el 696, i es diu que va viure fins a una edat molt avançada.
A "The Book of Saints: A Comprehensive Biographical Dictionary" (2015), "editad ... en nom dels monjos benedictins de l'abadia de Sant Agustí de Chilworth" s'afirma que "es pot confiar poc en la seva biografia" i a "El Martirologi Romà revisat" la posa uns 170 anys abans, indicant que va morir cap el 526.